# Bull-mastiff brasileiro
Bull-mastiff brasileiro[a] é uma rara raça de cães de trabalho molossos originária do Brasil. Foi criada pelo zootecnista Nando Chaves e pelo agrônomo Marcos Rondon. A raça é reconhecida pela https://www.alkc.org.br/bullmastif-brasileiro  e pela SOBRACI.
É um cão de extrema força, coragem e com grande aptidão para uso em Fazendas.  

## História

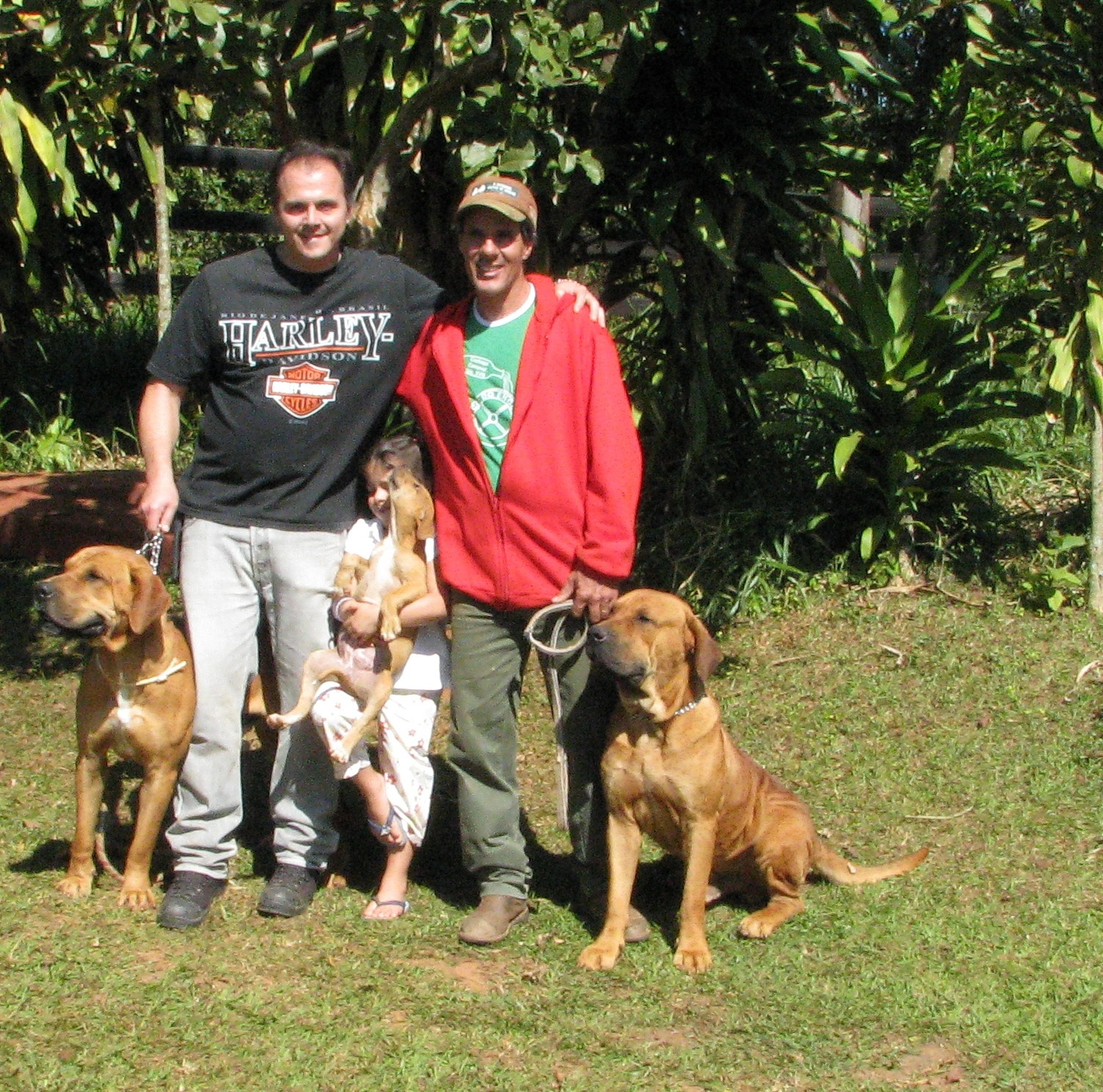
Fundadores da raça Bullmastiff Brasileiro: Marcos Rondon e Nando Chaves.

Estrutura compacta para o tamanho, de grande força física, robusto, um cão ativo, elegante, de porte grande e proporcional, dando a impressão de potência. A raça deve possuir o estilo Molossóide, variando na proporção de 60-40% entre “Mastiff” e “Bulldog”, respectivamente, com matrizes mais leves e padreadores mais pesados..
O manejo rústico aliado a uma forte pressão de seleção em Fazendas de gado de corte e leite em Minas Gerais, formaram as linhagens atuais de Bullmastiff Brasileiro. Os indivíduos escolhidos foram os das raças: Tosa-Inú, Dogue de Bourdeaux, Bullmastiff inglês, Rottweiler, American Pit Bull Terrier, Cane Corso, cruzadas com cães T.F.B. (Tradicionais Filas Brasileiros) encontrados em Fazendas Mineiras, durante o período de formação da raça. 
Os indivíduos selecionados depois do cruzamento com TFB'S, forneceram material genético para a tarefa de resgatar exemplares típicos chamados:  Bull & Mastiff’s que existiam em diversos locais na Europa e no Brasil durante o período entre o século 19 até o fim do século 20.
A raça foi desenvolvida para trabalho em fazendas, sendo a conformação flexível, permitindo a seleção em função do temperamento. O temperamento e o conjunto elegância, suavidade, lealdade e espiritualidade são as características mais desejáveis da raça.

## Rusticidade
O BullMastiff Brasileiro  é um cão naturalmente saudável.
A seleção natural, característica da raça, vem sendo desenvolvida graças a criação em ambientes com alta pressã
o de seleção, típico de ambientes rurais da maioria das Fazendas Brasileiras, aumentando o vigor da raça.
A visita ao veterinário geralmente é mínima e normalmente os cães recuperam-se rapidamente de qualquer eventual anormalidade.
A preferência da pele escura é uma das preocupações no desenvolvimento da raça, no sentido de evitar problemas de saúde relacionados à pele.

## Cuidados especiais e treinamento

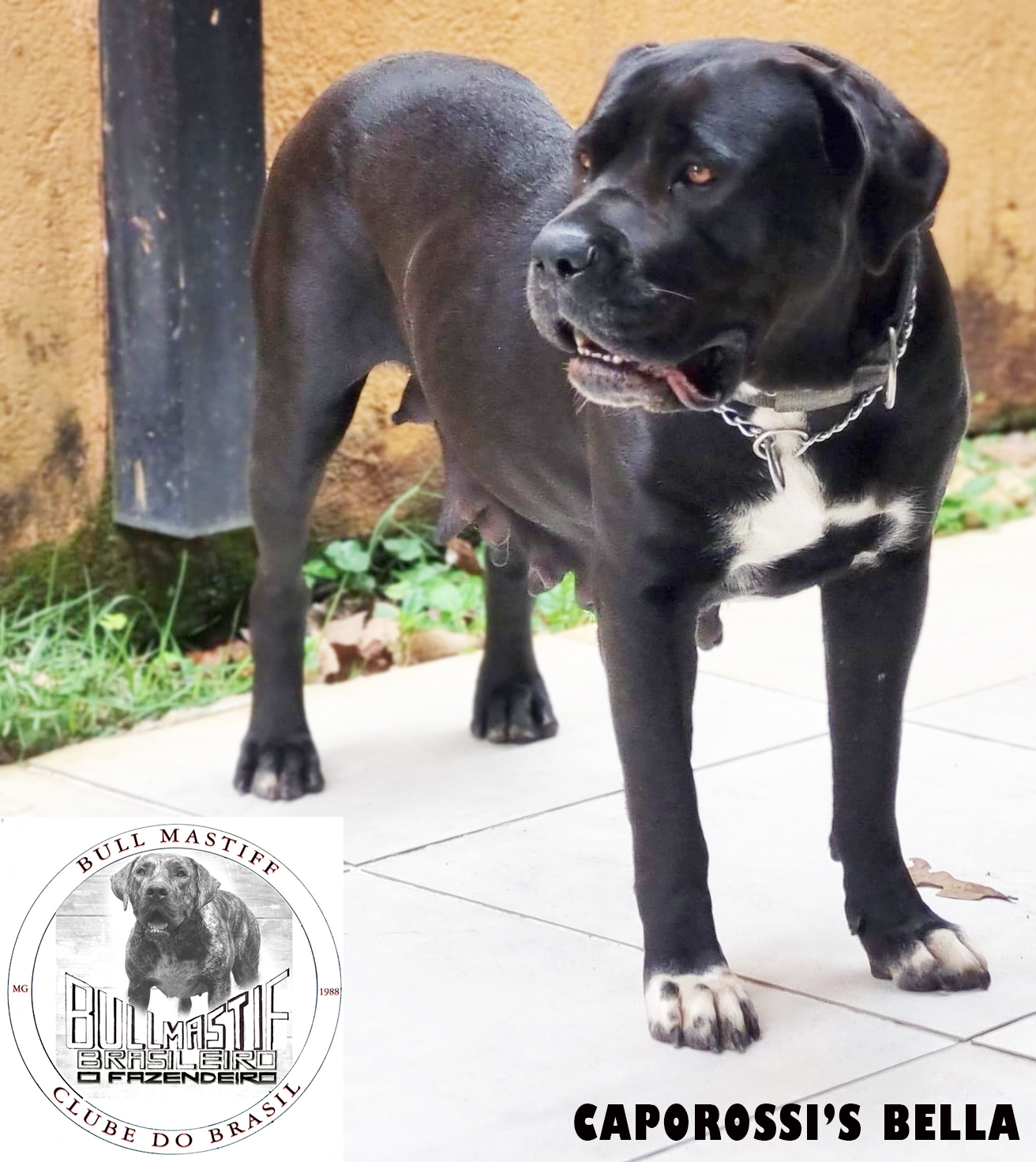
Caporossi's Bella

As linhagens de BullMastiff Brasileiro foram “projetadas” para pessoas que admiram cães obedientes.
Um cão jovem da raça já demonstra seu potencial atlético após os seis meses de idade, ou seja, persistência, tenacidade e muita coragem; já mordendo forte para a idade, por isso recomenda-se sempre, que os filhotes tenham contato permanente com crianças e recebam treinamento de comando básico.
Crianças com idade inferior a 4-8 anos, por não terem maturidade suficiente, não devem brincar desacompanhadas, com filhotes abaixo de 6 meses, pois os dentes de leite são muito afiados e as brincadeiras brutas podem acarretar em pequenos acidentes.
As brincadeiras de pular ficando em pé com as patas em cima das pessoas não deve ser encorajada e se possível reprimidas na fase jovem.
Como é uma raça de fácil aprendizagem o proprietário deve ser encorajado a treinar seu jovem cão desde cedo, evitando vícios desagradáveis na fase adulta.

Outra questão importante é a inclinação natural para guarda.Recomenda-se o emprego de treinadores qualificados, mesmo na fase adulta, exceto no caso de criadores experientes.

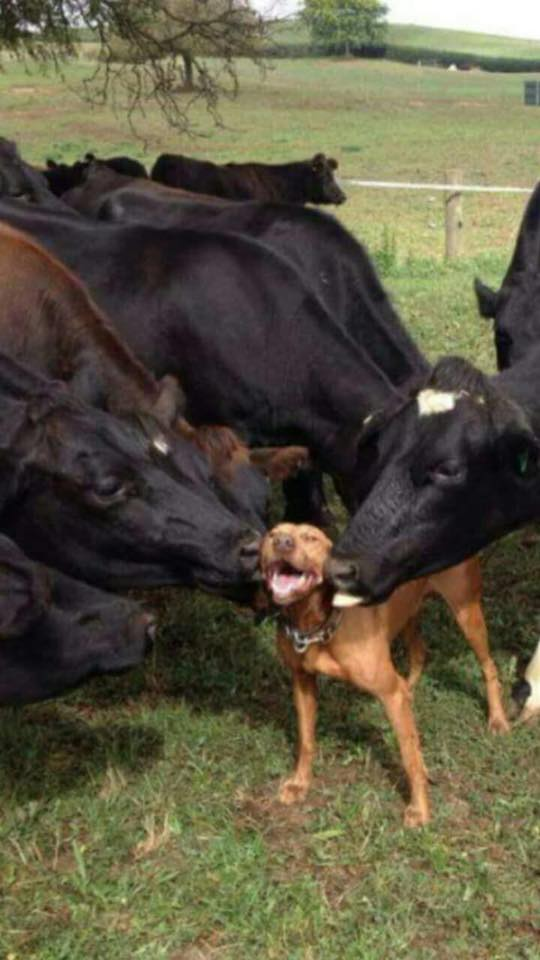
Cão proveniente do Canil Redcapo's. Proprietário: Guilherme Dornelles, DF

A raça requer o mínimo de cuidados e possui baixa mantença (quantidade de alimento necessária para o seu peso).
O Bullmastiff Brasileiro é inteligente, possui bom faro e são sensitivos, características que fazem da raça um guardião natural, sendo eficaz para Fazendas e mesmo residências urbanas, sabendo distinguir um convidado de um “inimigo”.
Devido ao temperamento típico da raça, é natural seu uso em esportes radicais, seja acompanhando o dono a pé, bicicleta ou a cavalo, mesmo em cavalgadas longas se devidamente treinado.
Quando treinado para guarda são extremamente competentes na defesa da família e da propriedade contra qualquer perigo iminente.

## Adaptatibilidade
Adapta-se a qualquer tipo de ambiente, desde que tenha ao seu lado a presença de seu dono que deve liderá-lo.
A raça é famosa pela sua rusticidade natural e saúde, vivendo bem desde Fazendas em regiões mais áridas como no Nordeste e regiões de clima tropical quente e úmida, como no Norte e Centro Oeste ou até em regiões de baixas temperaturas como no sul do Brasil.

## Padrão da Raça
O padrão foi escrito para permitir que os criadores amadores pudessem selecionar indivíduos de melhor conformação e temperamento, requeridos para o trabalho duro em Fazendas de plantio, gado de corte e ou leite, que exigem um cão versátil e rústico de fácil criação.

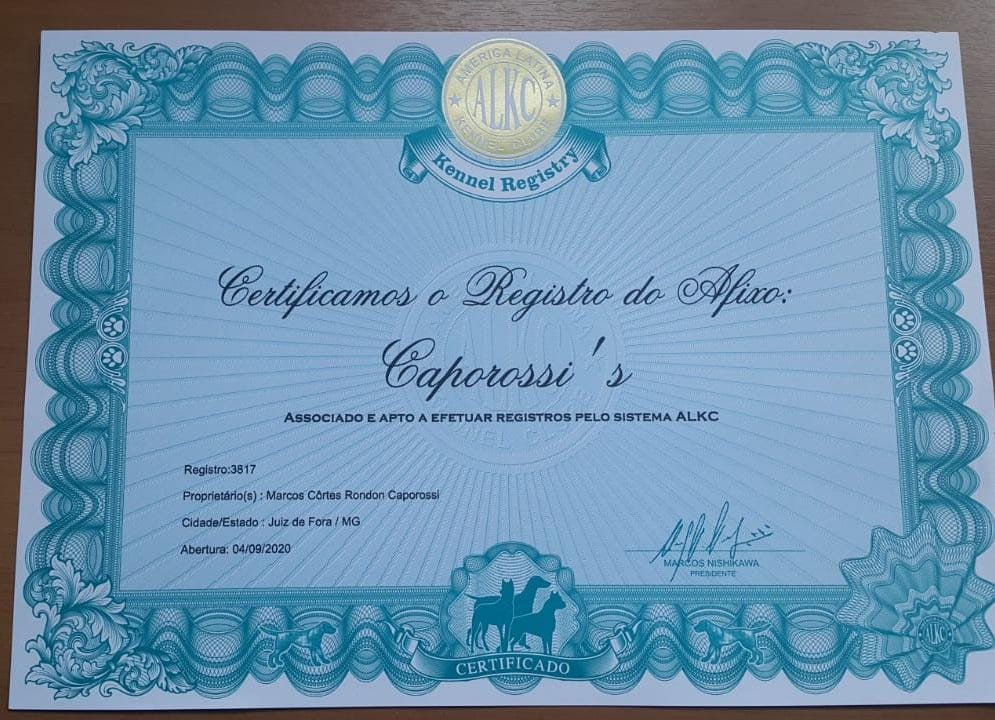

A sua missão principal é lidar com situações de guarda para proteger o dono e sua família e toda a criação, sem necessidade de nenhum treinamento específico.

Os tigrados e pretos menos visíveis a noite são mais desejáveis para o trabalho de guarda.

## Características

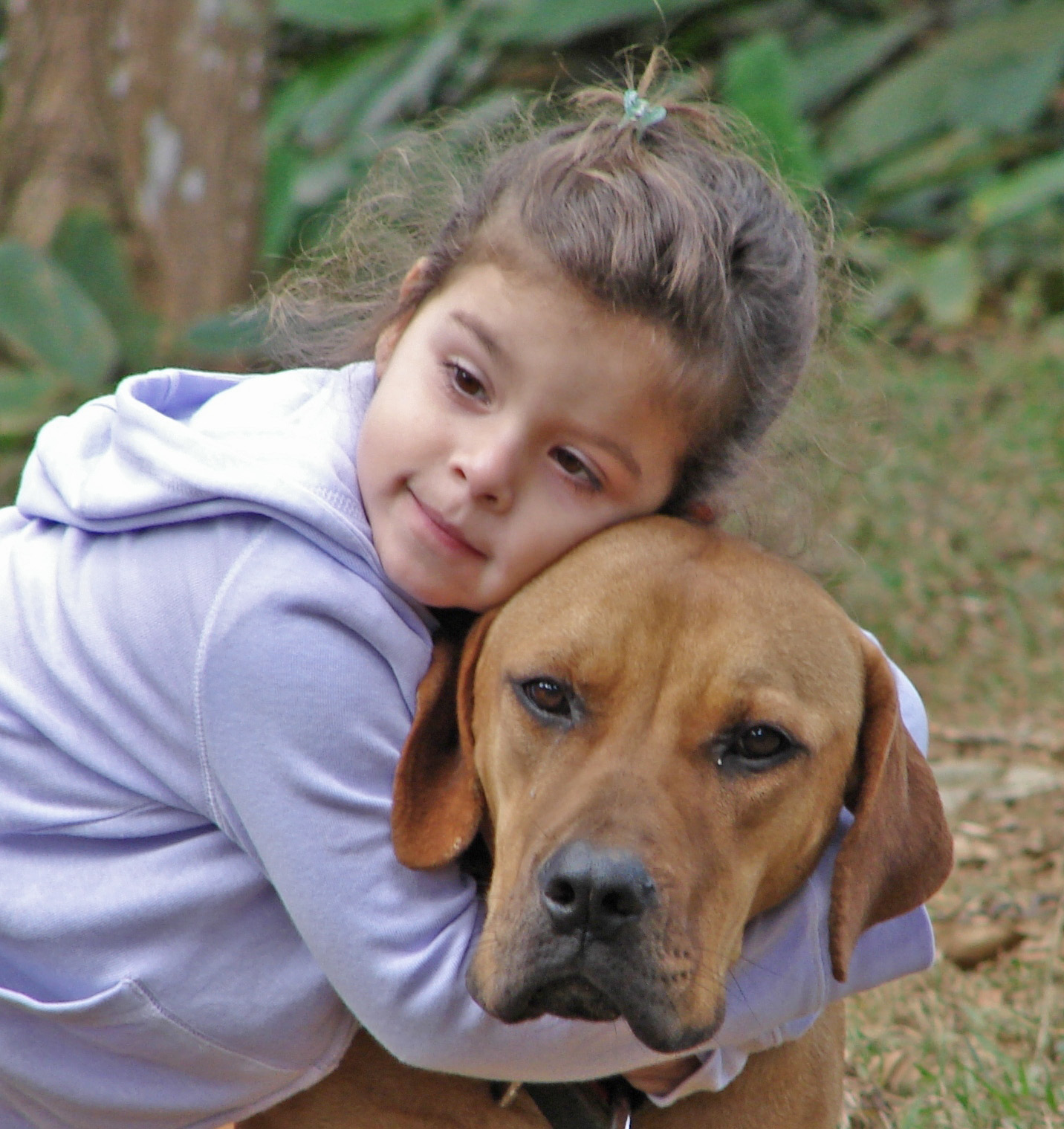
Carolina Rondon e Redcapo's Lama

As características da raça são de um cão confiável para guarda e como boiadeiro, eficiente de dia e extremamente alerta à noite.
Deve ser capaz de diferenciar amigos de inimigos.
Seu temperamento combina potencia, agilidade, equilíbrio, vigor e espiritualidade.
Em geral, fora de seu ambiente e sobre influência de seu dono, deve demonstrar indiferença com transeuntes.
O objetivo na guarda é derrubar um homem no chão e como boiadeiro é de servir ao uso geral em fazendas de gado, devendo ter a capacidade de juntar um rebanho trazendo-os para o curral sem morder ou derrubá-los.
Deve ser extremamente ágil e inteligente defendendo o gado e plantios de predadores eventuais.
A raça pode possuir duas linhas típicas de tamanho; uma mais leve e outra mais pesada.
Estrutura compacta para o tamanho, de grande força física, robusto, um cão ativo e elegante, peito largo e profundo, de porte médio, proporcional, dando impressão de potencia.

## Comportamento
Guardião nato.

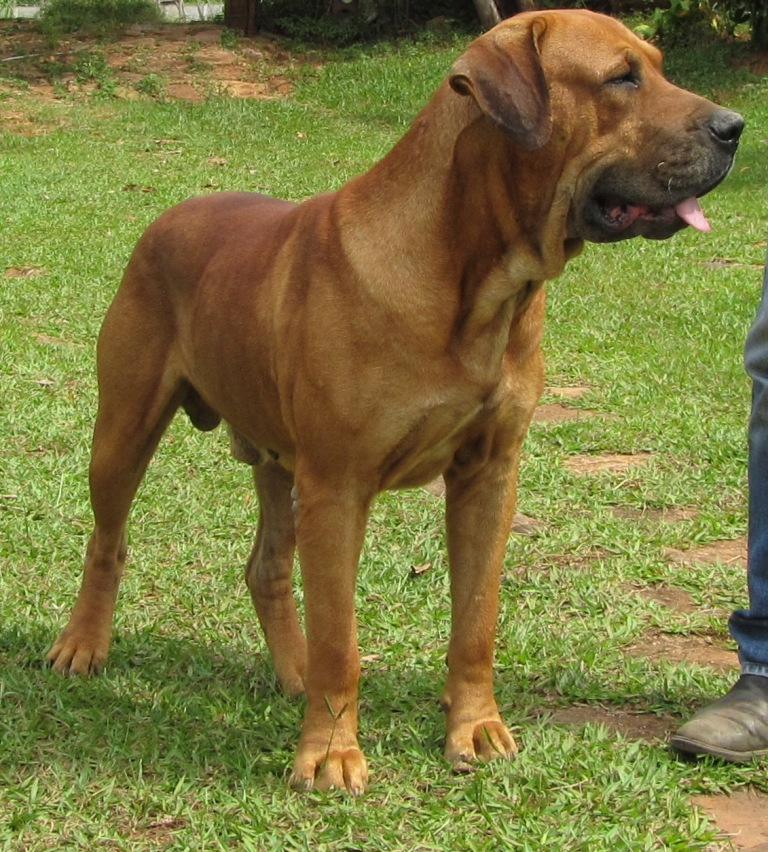
Redcapo's Tufão

Cão inteligente e dócil com as pessoas da casa.
Deve possuir extrema coragem e mostrar submissão à disciplina ante seu dono.
Deve ser preferencialmente amistoso com outros animais e cães. Mas, deve ser destemido quando provocado ou sob comando.
Gosta de estar com toda a família, principalmente com crianças, mas é um cão de “poucos amigos” quando o dono não esta em casa.
O Bullmastiff Brasileiro, quando for usado para trabalho em Fazendas,  precisa ser treinado diariamente, de preferencia desde cedo, 90 a 120 dias de idade, para o ambiente de trabalho que será destinado.

## Aparência[4]

### Cabeça
Pesada, larga e robusta. Possui rugas, principalmente quando em atenção.
Formato quadrado a levemente arredondado, olhando de frente o topo da cabeça é levemente separada em duas partes e com uma linha longitudinal, sutil separando-as até o “stop” que deve ser leve.

### Crânio

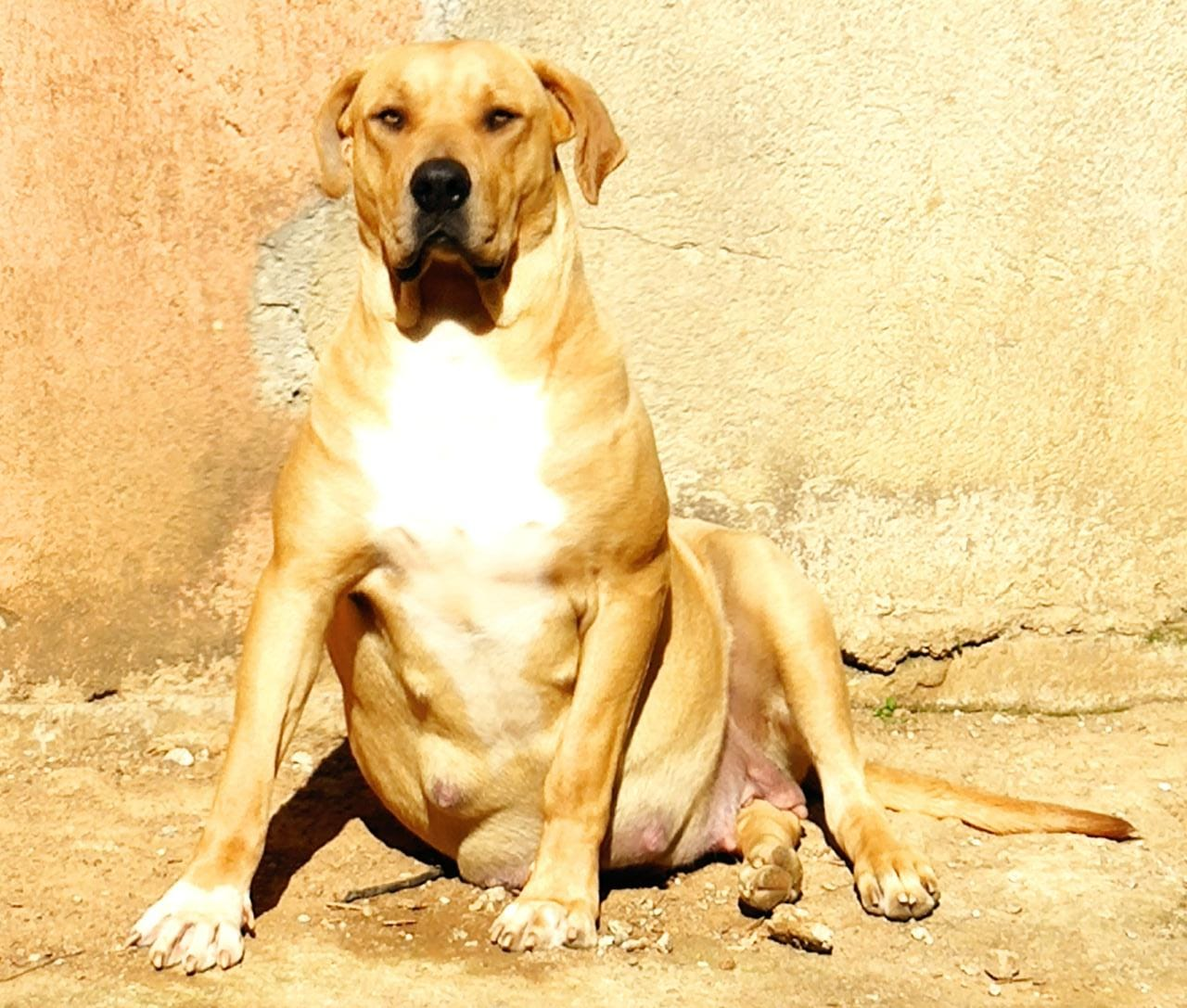
Redchave's Ella

O perímetro do crânio na altura das orelhas deve ser aproximadamente a altura do cão medido na altura da cernelha, sendo o aproximadamente 70cm ou mais.

### Região Facial
Boca preta é recomendada ( black mask).

### Trufa
Preta, ou vermelha seguindo preferencialmente a cor da pelagem.

### Focinho
Torques com mandíbula forte e potente.
A mordida pesada é típica na raça e deve ser fator preponderante na seleção dos padreadores e matrizes.

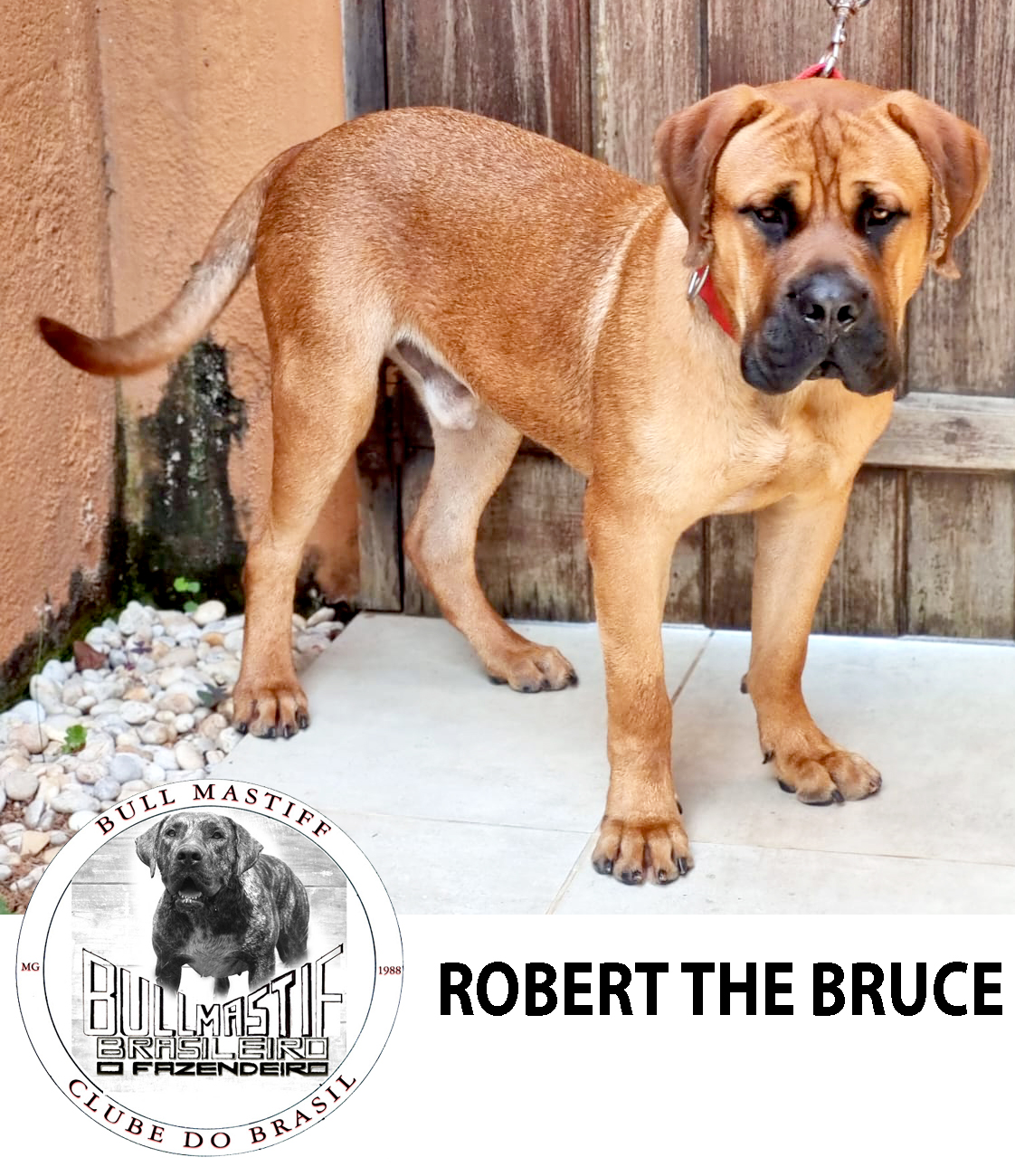
Caporossi's Bruce 10 meses

### Lábios
De médio a longos ou pendentes.

### Olhos
Ovais ou amendoados podendo ser levemente arredondado, de cor próximo ao da pelagem.

### Orelhas
Médias, pendentes, com a pele grossa. Olhando de frente o formato em "V fechado" quando em atenção é o desejável, sendo largas  na  base.  A implantação de orelhas na linha dos olhos é desejável sem exagero para cima ou para baixo.

### Pescoço
Grosso, forte, com barbelas.

### Movimento
O galope é de grande velocidade e elasticidade, permitindo o cão trabalhar com gado ou caçar roedores. Quando em trote deve aparentar suavidade, sofisticação e charme.

### Posteriores
A parte traseira principalmente na região lombar deve ser bem musculosa, as pernas são bem torneadas e pesadas. Angulações corretas na região coxo-femoral e nos jarretes. Garupa forte e arredonda.

### Anteriores

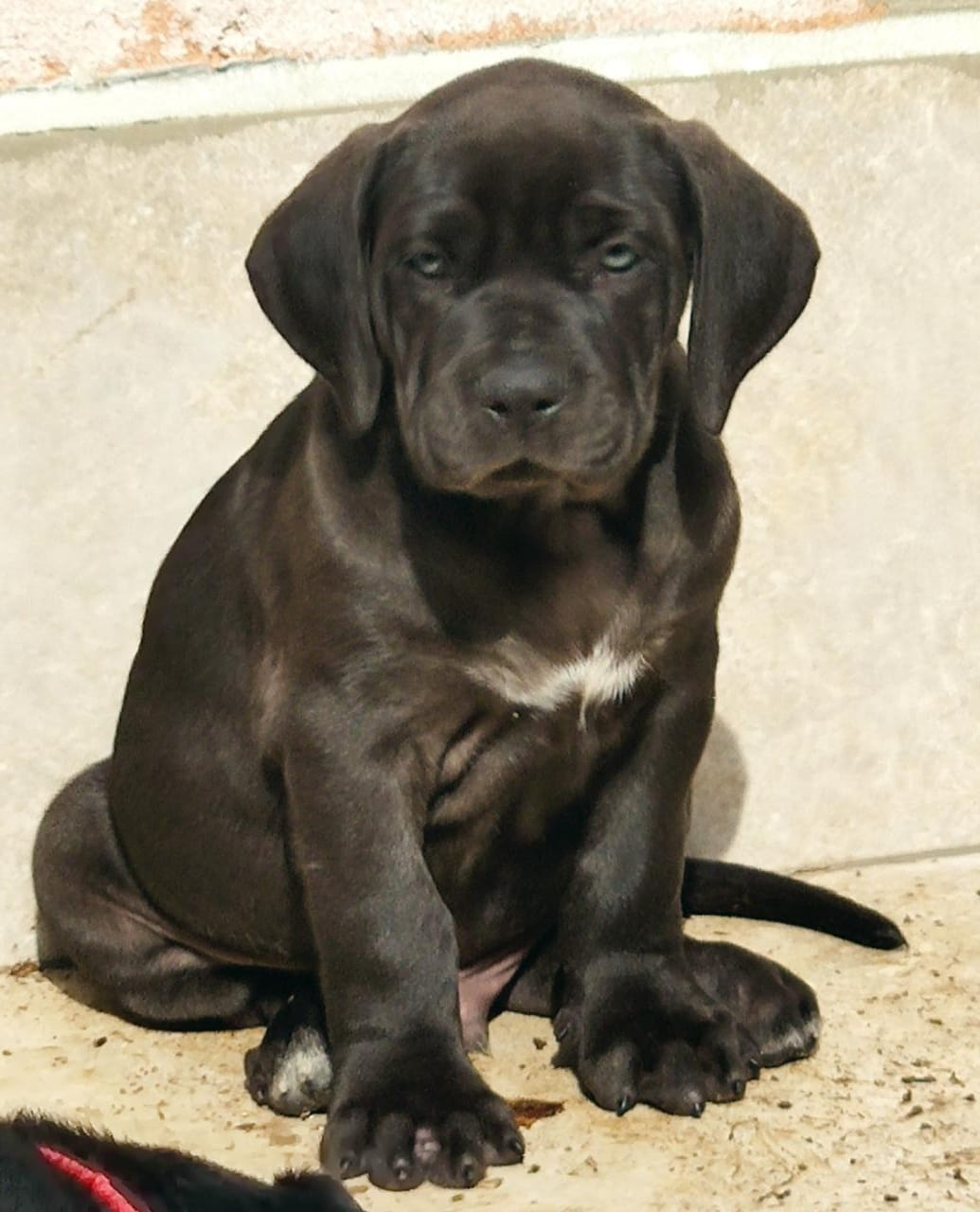
Filhote de bull-mastiff brasileiro

Ombros fortes e pernas dianteiras paralelas, tórax amplo e com boa profundidade de peito, patas devem ser grandes.
O conjunto ombro pernas dianteiras deve ser visivelmente musculosos e denotar potência.
São permitidas patas ligeiramente viradas para fora se o cão tiver boa movimentação, mas não é preferível.
Patas com dedos abertos e ou espalhados e com angulações incorretas é uma falta grave.

### Cauda
Em forma de sabre, sem desviar-se para os lados. Trazida baixa quando em repouso e em bandeira quando atento ou em movimento.

### Pele, pelagem e cores
O cão poderá apresentar pele solta no corpo, mas sem exagero, com rugas na face e barbelas.
Pelagem: Pelo curto.
COR: Qualquer variação de tigrados, pretos, vermelhos, azuis, baios  e  brancos  são permitidos. A preferência da cor é em função da camuflagem nas diferentes vegetações naturais e diferentes luminosidades (dia e noites de lua ou sem).

### Altura e peso aproximados
TAMANHO: Ideal é até 69 cm na cernelha para macho,  e 60 cm para fêmea, podendo variar 10cm para baixo. 
PESO: Ideal é 50 Kg, podendo variar 10% para cima nos machos e para baixo nas fêmeas.